# Svartholms örarna (vid Grundsunda, Vårdö, Åland)
Svartholms Örarna är skär i Åland (Finland). De ligger i Skärgårdshavet och i kommunen Vårdö i landskapet Åland, i den sydvästra delen av landet. Öarna ligger omkring 28 kilometer öster om Mariehamn och omkring 250 kilometer väster om Helsingfors.
Arean för den av öarna koordinaterna pekar på är 1,8 hektar och dess största längd är 190 meter i öst-västlig riktning. Trakten är glest befolkad. Närmaste större samhälle är Sund, 16,9 km väster om Svartholms Örarna.